# Печёркин, Андрей Игоревич
Андрей Игоревич Печёркин (27 мая 1954 года, Молотов ― 6 октября 1991 года, Пермь) ― советский учёный-геолог, доктор геолого-минералогических наук (1989), профессор (1990). Преподаватель Пермского государственного университета с 1977 года.

## Биография
Андрей Игоревич родился 27 мая 1954 года, в городе Перми. Отец ― учёный-геолог, заслуженный деятель науки и техники РСФСР ― Игорь Александрович Печёркин. Окончил геологический факультет Пермского университета в 1976 году. А. И. Печёркин ― ученик Георгия Алексеевича Максимовича.
После окончания Пермского университета работал младшим научным сотрудником в лабораторию комплексных исследований водохранилищ Естественнонаучного института при Пермском государственном университете. С 1977 года Андрей Игоревич Печёркин стал преподавать в Пермском университете, работал ассистентом, доцентом, с 1990 года профессором кафедры инженерной геологии, которая была создана его отцом. Андрей Игоревич на кафедре читал курсы лекций по инженерной геодинамике, специальной инженерной геологии, механике грунтов, геотектонике, инженерному карстоведению.
Защитил кандидатскую диссертацию на тему «Анализ и прогнозирование экзогенных геологических процессов на берегах камских водохранилищ, сложенных рыхлыми и закарстованными породами» в 1978 году. Андрей Игоревич защитил докторскую диссертацию на тему «Геолого-структурные закономерности развития карста и их инженерно-геологическая оценка» в 1989 году.
Основные работы профессора Андрея Игоревича Печёркина посвящены вопросам инженерной геодинамики карста, прогнозу инженерно-геологических условий побережий водохранилищ. Он разработал новые методы прогноза абразии, аккумуляции, овражной эрозии и карста на берегах водохранилищ.
А. И. Печёркин ― автор более 150 научных работ, в том числе около 25 из них за рубежом. Является автором одной монографии и соавтор пяти учебно-методических пособий. Андрею Игоревичу дважды присуждали премию Пермского государственного университета за лучшую научно-исследовательскую работу года. Печёркин А. И. принимал участие во многих международных, всесоюзных и региональных конференциях по карсту и спелеологии.
Умер Андрей Игоревич 6 октября 1991 года в городе Перми. Похоронен на Северном кладбище рядом с отцом.
Могилы учёных-геологов, профессоров ― Игоря Александровича Печёркина и Андрея Игоревича Печёркина ― являются памятником истории регионального значения.